# 自衛隊山形地方協力本部
自衛隊山形地方協力本部（じえいたいやまがたちほうきょうりょくほんぶ、Yamagata Provincial Cooperation Office）は、山形県山形市緑町1-5-48山形第2地方合同庁舎2階に所在する自衛隊地方協力本部のひとつである。陸・海・空自衛隊共同の機関だが、通常は陸上自衛隊の東北方面総監の指揮監督下にある。管轄する地域における防衛省・自衛隊の総合窓口として山形県管内で活動する。

## 沿革
陸上自衛隊山形地方連絡部
- 1954年（昭和29年）7月5日：陸上自衛隊の機関として陸上自衛隊山形地方連絡部が編成される[2]。

自衛隊山形地方連絡部
- 1956年（昭和31年）8月1日：自衛隊法施行令の一部改正により地方連絡部が陸海空自衛隊の共同の機関となり、自衛隊山形地方連絡部に改編される[3]。

自衛隊山形地方協力本部
- 2006年（平成18年）7月31日：自衛隊山形地方連絡部が自衛隊山形地方協力本部に改編される。
- 2010年（平成22年）4月：地方協力本部庁舎が山形市十日町から現在地に移転。

## 出先機関
- 山形募集案内所　担当地区：山形市、寒河江市、上山市、村山市、天童市、東根市、尾花沢市、山辺町、中山町、河北町、西川町、朝日町、大江町、大石田町
- 新庄地域事務所　担当地区：新庄市、金山町、最上町、舟形町、真室川町、大蔵村、鮭川村、戸沢村
- 米沢地域事務所　担当地区：米沢市、南陽市、長井市、白鷹町、高畠町、川西町、飯豊町、小国町
- 酒田地域事務所　担当地区：酒田市、鶴岡市、庄内町、三川町、遊佐町

## 主要幹部
| 官職名                   | 階級   | 氏名     | 補職発令日     | 前職                           |
| ------------------------ | ------ | -------- | -------------- | ------------------------------ |
| 自衛隊山形地方協力本部長 | 事務官 | 松田隆則 | 2024年08月01日 | 防衛省人事教育局給与課総括班長 |

| 代 | 階級    | 氏名       | 在職期間                                                    | 出身校・期                | 前職                                         | 後職                                                             |
| -- | ------- | ---------- | ----------------------------------------------------------- | ------------------------- | -------------------------------------------- | ---------------------------------------------------------------- |
| 01 | 2等陸佐 | 黒田栄治   | 1954年07月05日 - 1958年07月31日                             | 明治大学専 昭和8年卒      |                                              | 自衛隊山形地方連絡部付                                           |
| 02 | 2等陸佐 | 大笹欣一   | 1958年08月01日 - 1961年07月31日                             | 関西大学 昭和14年卒       | 陸上自衛隊北海道地区補給処勤務               | 東北方面総監部募集課長                                           |
| 03 | 1等陸佐 | 宮崎弘毅   | 1961年08月01日 - 1964年03月15日                             | 東京帝国大学 昭和14年卒   | 東部方面総監部援護室長                       | 陸上自衛隊業務学校副校長 兼 同校企画室長                         |
| 04 | 2等陸佐 | 及川薫     | 1964年03月16日 - 1966年03月15日 ※1964年07月01日 1等陸佐昇任 | 陸士51期                  | 陸上自衛隊富士学校企画室業計班長 （2等陸佐） | 第28普通科連隊長 兼 函館駐とん地司令 兼 青函地区輸送連絡隊副隊長 |
| 05 | 1等陸佐 | 北川勝城   | 1966年03月16日 - 1968年07月15日                             | 陸経2期                   | 陸上自衛隊幹部学校学校教官                   | 東部方面総監部補給課長                                           |
| 06 | 1等陸佐 | 清野不二雄 | 1968年07月16日 - 1970年03月15日                             | 陸経3期                   | 陸上幕僚監部総務課総括班長                   | 東部方面総監部募集課長                                           |
| 07 | 2等陸佐 | 清藤克己   | 1970年03月16日 - 1972年03月15日 ※1970年07月01日 1等陸佐昇任 | 陸士55期                  | 第6師団司令部第1部長 （2等陸佐）             | 西部方面総監部総務課長                                           |
| 08 | 1等陸佐 | 青砥聖     | 1972年03月16日 - 1974年03月15日                             | 陸士61期                  | 陸上自衛隊幹部学校研究員                     | 陸上幕僚監部第1部勤務                                            |
| 09 | 2等陸佐 | 飯澤耕作   | 1974年03月16日 - 1976年03月15日 ※1974年04月01日 1等陸佐昇任 | 陸士60期                  | 東部方面総監部第1部勤務 （2等陸佐）          | 第22普通科連隊長 兼 多賀城駐とん地司令                           |
| 10 | 1等陸佐 | 小野晴男   | 1976年03月16日 - 1978年03月15日                             | 米沢工業学校              | 東部方面総監部第3部勤務                      | 第21普通科連隊長 兼 秋田駐とん地司令                             |
| 11 | 1等陸佐 | 永瀬久至   | 1978年03月16日 - 1979年03月15日                             | 東京水産大学 昭和29年卒   | 自衛隊体育学校企画室長                       | 東北方面総監部人事部募集課長                                     |
| 12 | 1等陸佐 | 鈴木昭一   | 1979年03月16日 - 1980年07月31日                             |                           | 自衛隊岩手地方連絡部副部長                   | 東北方面総監部勤務                                               |
| 13 | 1等陸佐 | 大崎重義   | 1980年08月01日 - 1982年08月01日                             | 中央大学 昭和28年卒       | 東北方面総監部監察官付                       | 東北方面総監部勤務                                               |
| 14 | 1等陸佐 | 若井徳之助 | 1982年08月02日 - 1984年07月31日                             | 南山大学                  | 第1陸曹教育隊長                              | 守山駐屯地業務隊長                                               |
| 15 | 1等陸佐 | 渡邊昭治   | 1984年08月01日 - 1987年04月01日                             | 明治大学 昭和31年卒       | 富士教導団副団長                             | 退職（陸将補昇任）                                               |
| 16 | 1等陸佐 | 白石一郎   | 1987年04月01日 - 1988年07月06日                             | 防大5期                   | 陸上自衛隊幹部学校勤務                       | 陸上幕僚監部人事部募集課長                                       |
| 17 | 1等陸佐 | 春木政義   | 1988年07月07日 - 1990年07月31日                             | 防大7期                   | 第4高射特科群長                              | 練馬駐屯地業務隊長                                               |
| 18 | 事務官  | 川村博志   | 1990年08月01日 - 1992年06月29日                             | 立命館大学 昭和34年卒     | 人事局人事第3課給与室長                      | 防衛施設庁出向                                                   |
| 19 | 事務官  | 渡部厚     | 1992年06月30日 - 1994年06月30日                             | 東京外国語大学 昭和51年卒 | 長官官房企画官                               | 装備局通信課長                                                   |
| 20 | 1等陸佐 | 庄田豊     | 1994年07月01日 - 1996年06月30日                             | 防大16期                  | 陸上幕僚監部教育訓練部教育課 教育班長        | 第38普通科連隊長 兼 八戸駐屯地司令                               |
| 21 | 事務官  | 上曾山清   | 1996年07月02日 - 1998年06月29日                             | 中央大学 昭和47年卒       | 長官官房秘書課国際室長                       | 防衛医科大学校病院事務部長                                       |
| 22 | 事務官  | 柳谷辰夫   | 1998年06月30日 - 2000年06月29日                             | 神奈川大学 昭和46年卒     | 長官官房広報課報道室長                       | 調達実施本部契約第4課長                                          |
| 23 | 1等陸佐 | 渡辺義幸   | 2000年06月30日 - 2002年07月31日                             | 防大18期                  | 第3高射特科群長                              | 陸上自衛隊九州補給処総務部長                                     |
| 24 | 事務官  | 古屋剛     | 2002年08月02日 - 2004年03月31日                             | 中央大学 昭和62年卒       | 長官官房文書課勤務 兼 長官官房文書課企画室長 | 長官官房文書課情報公開室長                                       |
| 25 | 1等陸佐 | 川嶋昌之   | 2004年04月01日 - 2006年08月03日                             | 防大23期                  | 第35普通科連隊長                             | 陸上自衛隊幹部学校主任教官                                       |
| 26 | 事務官  | 津田智雄   | 2006年08月04日 - 2007年08月31日                             | 東北学院大学 昭和53年卒   | 防衛庁人事教育局厚生課給与室長               | 防衛省大臣官房秘書課 人事調整官                                  |
| 27 | 事務官  | 丸山祐二   | 2007年09月01日 - 2008年07月31日                             | 日本電子工学院 昭和48年卒 | 統合幕僚監部総務部総務課会計室長             | 防衛省防衛政策局調査課 調査室長                                  |
| 28 | 1等陸佐 | 日向和敏   | 2008年08月01日 - 2010年07月31日                             | 獨協大学 昭和57年卒       | 中部方面総監部総務部広報室長                 | 陸上自衛隊幹部学校総務部長                                       |
| 29 | 事務官  | 小泉秀充   | 2010年08月01日 - 2012年07月31日                             | 日本大学 昭和60年卒       | 防衛省経理装備局監査課 会計監査室長          | 防衛省大臣官房秘書課付                                           |
| 30 | 1等陸佐 | 武野浩文   | 2012年08月01日 - 2014年06月26日                             | 防大27期                  | 陸上自衛隊武器学校第1教育部長                | 陸上自衛隊武器学校勤務                                           |
| 31 | 事務官  | 鈴木英明   | 2014年06月27日 - 2016年03月22日                             | 武蔵工業大学 昭和58年卒   | 情報本部                                     | 防衛装備庁出向                                                   |
| 32 | 1等陸佐 | 水野文雄   | 2016年03月23日 - 2018年07月31日                             | 防大33期                  | 陸上幕僚監部総括副監察官                     | 陸上自衛隊教育訓練研究本部 主任研究開発官                        |
| 33 | 事務官  | 齋藤信明   | 2018年08月01日 - 2020年07月31日                             | 山梨学院大学 平成2年卒    | 防衛省人事教育局人事計画・補任課 人事企画官  |                                                                  |
| 34 | 事務官  | 白石正実   | 2020年08月01日 - 2022年07月31日                             | 東京会計法律専門          | 防衛省大臣官房企画官                         |                                                                  |
| 35 | 事務官  | 小野慎介   | 2022年08月01日 - 2024年07月31日                             | 立正大学 平成7年卒        | 防衛省人事教育局衛生官付 衛生企画室長        |                                                                  |
| 36 | 事務官  | 松田隆則   | 2024年08月01日 -                                            | 東京法律専門学校          | 防衛省人事教育局給与課総括班長               |                                                                  |